# Jorge Donn

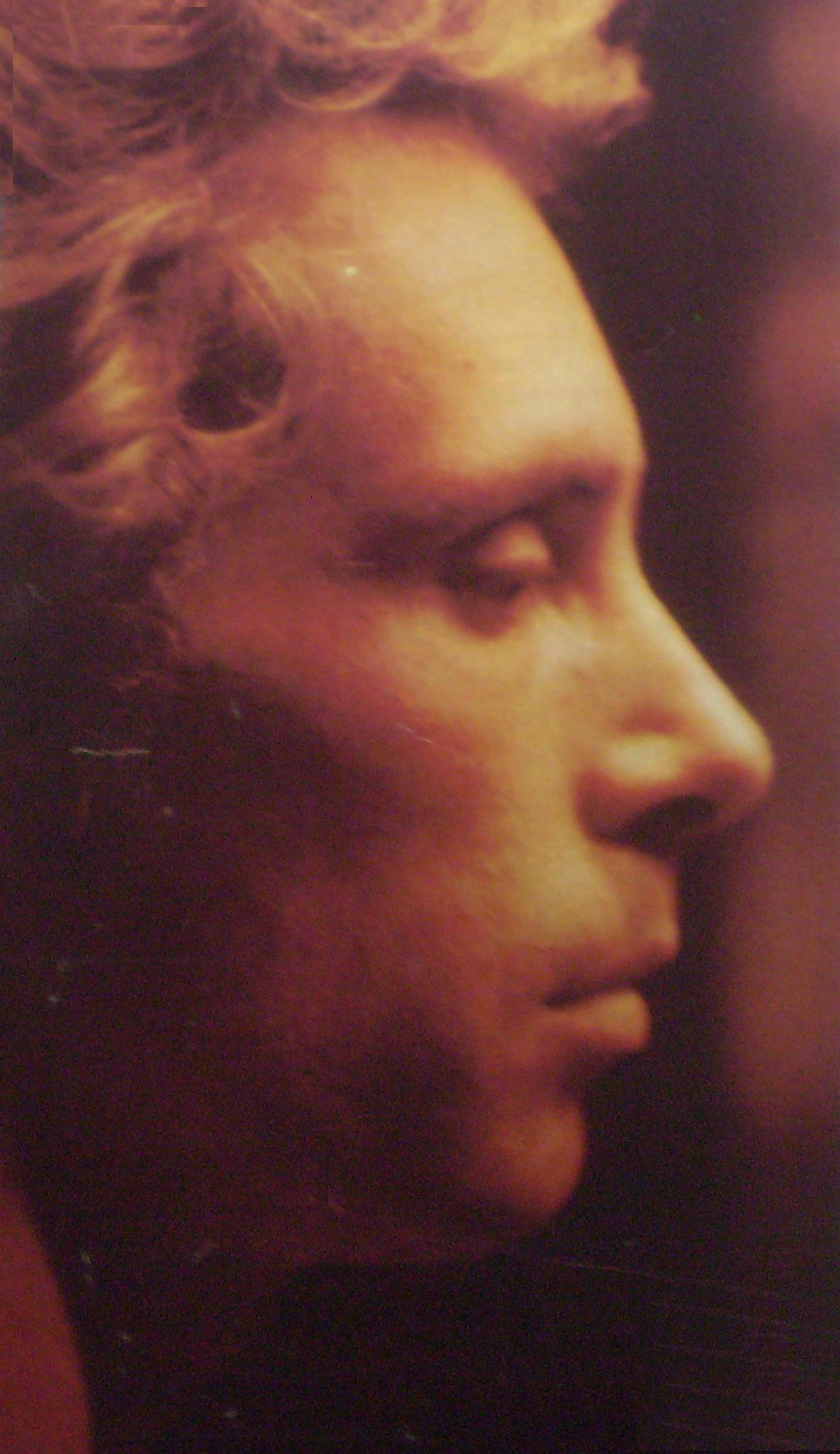
Jorge Donn (1977)

Jorge Donn (* 25. Februar 1947 in El Palomar; † 30. November 1992 in Lausanne) war ein argentinischer Balletttänzer von Weltruf.

## Ausbildung in Argentinien
Jorge Donn (er verwendete als Künstlernamen den Geburtsnamen seiner Mutter) wurde am 25. Februar 1947 als einer der vier Söhne von Mauricio Itovich und Rosa Donn in El Palomar in der argentinischen Provinz Buenos Aires geboren. Noch bevor er das vorgeschriebene Eintrittsalter von 8 Jahren erreicht hatte, besuchte er die Ballettschule des Teatro Colón in Buenos Aires, wo er 10 Jahre lang klassisches Ballett und auch Modern Dance (bei Renate Schottelius) studierte, was an dem klassisch orientierten Theater weniger gern gesehen wurde.

## Entscheidung für Europa
1963 wurde er mit 16 Jahren ins Corps de ballet des Colón aufgenommen. Im gleichen Jahr machte Maurice Béjart mit seiner Kompanie Ballet du XXe siècle eine Tournee durch Argentinien. Nachdem Donn einen Workshop bei ihm besucht hatte, fragte er an, ob er weiter für Béjart tanzen könne. Béjart erklärte ihm, er sei gut genug, aber er habe keine freie Stelle in seinem Ensemble zu besetzen. Trotzdem lieh Donn sich Geld und folgte Béjart nach Brüssel, wo er für einen erkrankten Tänzer einspringen durfte: der Beginn seiner Weltkarriere.

## Zusammenarbeit mit Maurice Béjart und Weltruhm
Er wurde bald einer der führenden Solotänzer der Kompanie und tanzte die Hauptrollen in der Neunten Symphonie (1964), in Romeo und Julia (1966), Messe pour le temps présent (1967), Nijinsky, Clown de Dieu (1971), Notre Faust (1975), Bolero (1979) und in zahlreichen anderen Ballettstücken. 1976 wurde er von George Balanchine eingeladen, für sein New York City Ballet zu tanzen. 1980 wurde er künstlerischer Leiter des Ballet du XXe siècle.
In dem 1981 erschienenen Film Ein jeglicher wird seinen Lohn empfangen… (Les uns et les autres) von Claude Lelouch, der ihn weltweit auch einem ballettunerfahrenen Publikum bekannt machte, stellt er einen Tänzer dar, der Rudolf Nurejew nachempfunden ist. Dort tanzt er den Boléro von Maurice Ravel.
Als Béjart Brüssel verließ, um in Lausanne zu arbeiten, suchte Jorge Donn die künstlerische Unabhängigkeit von seinem Lehrer. Er gründete seine eigene Kompanie, das Europe Ballet, das allerdings nur einige Monate Bestand hatte. Er folgte schließlich Béjart an dessen Béjart Ballet Lausanne. Trotz Erkrankung (er war HIV-positiv) stand er weiter auf der Bühne, tanzte 1990 die Titelrolle in einer Neuinszenierung von Nijinsky und gab weltweit Vorstellungen. 1992 starb er an der Immunschwäche Aids in Lausanne.

## Repertoire
Maurice Béjart
- 1964: Divertimento, Les noces (The Wedding)
- 1965: Renard (The Fox)
- 1966: Webern Opus V, Romeo und Julia
- 1967: Neunte Sinfonie, Aubade, Messe pour le temps présent, Mathilde
- 1968: Baudelaire, Le voyage, Bhakti
- 1969: Lettera amorosa, Cantate 106, Les Vainqueurs (The Winners)
- 1970: Serait-ce la mort?, L'oiseau de feu (Firebird), Sonate N°5
- 1971: Le sacre du printemps (The Rite of Spring), Offrande chorégraphique, Chant du compagnon errant (Songs of a Wayfarer), Les fleurs du mal (Flowers of Evil), Nijinsky, clown de Dieu (Nijinsky, Clown of God)
- 1972: Hommage à Jean Cocteau, Symphonie pour un homme seul (Symphony for a Lonely Man), Stimmung
- 1973: Le Marteau sans maître, Sonate à trois, Golestan ou le jardin des roses
- 1974: I trionfi del Petrarca (The Triumphs of Petrarch), Ce que l'amour me dit
- 1975: Acqua Alta, Notre Faust
- 1976: Le Molière imaginaire
- 1977: Héliogabale (ou L'anarchiste couronne), Petrouchka
- 1978: Gaîte parisienne, Dichterliebe - Amor di poeta, Ce que la mort me dit, Leda (with Maya Plisetskaya)
- 1979: Boléro (first male performer), Erotica, Les illuminations, Mephisto Walzer (Mephisto Waltz)
- 1980: Eros Thanatos
- 1981: La muette, La flûte enchantée (Magic Flute), Adagietto, Light, Divine
- 1982: Wien, Wien, nur du allein (Vienna, Vienna, Only You), Thalassa, mare nostrum
- 1983: Messe pour le temps Futur, Vie et mort d'une marionnette humaine
- 1984: Dionysos
- 1985: Le concours
- 1986: Malraux ou la métamorphose des dieux
- 1987: Souvenir de Leningrad, ...et Valse (... and Waltz)
- 1988: Dibouk (Dybbuk), A force de partir, je suis resté chez moi
- 1989: 1789 ... et nous
- 1990: Nijinsky, clown de Dieu (Nijinsky, Clown of God)

George Balanchine
- 1973: Méditation
- 1977: Vienna Waltzes, Bugaku

John Neumeier
- 1980: Lieb' und Leid und Welt und Traum (Love and Sorrow and World and Dream)